# Песчаные акулы
Песчаные акулы (лат. Odontaspididae) — семейство акул из отряда ламнообразных. Это большие рыбы, широко распространенные практически во всех морях — от тропических до более прохладных, и встречающиеся от прибрежных вод до глубин 1600 м. Эти акулы встречаются как у дна, так и ближе к поверхности воды. Акулам этого семейства обычно свойственна медлительность, но в прибрежной зоне они являются активными пловцами. Питаются различными костистыми рыбами, мелкими акулами, скатами, а также донными ракообразными. По отношению к человеку они не агрессивны, но известно несколько случаев нападений. В некоторых районах за этими акулами закрепилась репутация людоедов, но по большей части это обусловлено ошибочной идентификацией — часто их путают с серыми акулами (Carcharhinidae). Наряду с другими большими акулами, они признаны потенциально опасными для человека. Все виды семейства размножаются яйцеживорождением, эмбрионы развиваются внутри материнского организма, плацента из желточного мешка не образуется, имеет место внутриутробный каннибализм-а именно поедание меньших по размеру мальков и не оплодотворенных яиц.
У этих акул слегка вздёрнутое заострённое рыло, изогнутый длинный рот, третье веко отсутствует, удлинённые жаберные щели расположены перед грудными плавниками. Крупные зубы с латеральными зубцами, голова намного короче туловища. Имеются 2 крупных спинных плавника. Верхняя лопасть хвостового плавника удлинена, нижняя короткая, но хорошо сформированная. Позвоночник сильно обызвествлён. Максимальная длина 3,7 м.
Название семейства происходит от слов греч. ὀδούς — зуб и ασπιδος — щит.

## Систематика
Семейство включает в себя 2 рода и 4 вида:
- Carcharias Rafinesque, 1810 — Тигровые песчаные акулы
  - Carcharias taurus Rafinesque, 1810 — Обыкновенная песчаная акула
  - Carcharias tricuspidatus Day, 1878 — Индоокеанская песчаная акула
- Odontaspis Risso, 1826 — Песчаные акулы
  - Odontaspis ferox Risso, 1810 — Острозубая песчаная акула
  - Odontaspis noronhai Maul, 1955 — Большеглазая песчаная акула